# Euaspis basalis
Euaspis basalis är en biart som först beskrevs av Conrad Ritsema 1874.  Euaspis basalis ingår i släktet Euaspis och familjen buksamlarbin. Inga underarter finns listade i Catalogue of Life.